# Llibre de Menescalia
El Llibre de de Menescalia, traducido al castellano como Libro de Albeytería,  se convirtió en el siglo XV y durante el siglo XVI en la obra de referencia en la medicina de los equinos, hay que tener en cuenta que la Corona de Aragón, en aquella época, se había extendido hacia el noreste del Mediterráneo. Tuvo un enorme éxito también en Castilla, se tradujo al castellano en 1499 y se reeditó en esta lengua varias veces. La obra consta de dos libros. El primero (Libro de veterinaria), versa sobre la anatomía externa del caballo, cualidades que deben concurrir para la elección del padre, pelaje, forma de criar el potro, etc El segundo (Tratado de la veterinaria de las mulas) es sobre la mula.

## Primeras ediciones
Manuel Dies compiló por orden de Alfonso V, entre 1424 y 1436, las noticias que sobre veterinaria equina le proporcionan los profesores más famosos del ejército y los textos clásicos y modernos que pudo encontrar, formando con ellas un Libro del Arte de veterinaria  traducción aragonesa que publicó en Zaragoza Pablo Hurus en 1495. El libro de veterinaria de Manuel Dies se convirtió en el siglo XV y durante el siglo XVI en la obra de referencia en la medicina de los equinos. El manuscrito original de 1436, se tradujo al castellano en 1499, aragonés, portugués, napolitano, francés ... y es citado como referencia en obras impresas en París, México, Bolonia o Núremberg.

## Contenido
El manuscrito, del que queda alguna copia, está compuesto de dos libros. El primero (Libro de veterinaria), el más largo, de más de noventa capítulos, la mayor parte de los que versan sobre la anatomía externa del caballo, cualidades que deben concurrir para la elección del padre, pelaje, forma de criar el potro, etc. El segundo (Tratado de la veterinaria de las mulas) es sobre la mula, cualidades relativas a su exterior y manera de administrar la comida. Destaca en esta obra la claridad y buen método con que el autor expuso las mismas ideas, así como el hecho de ser el primer trabajo de estas características a atar el caballo con la astronomía-astrología, aunque no contiene ningún avance digno de consideración, a juicio de Pedro Darder. Con toda probabilidad el autor conocía otros textos sobre la materia, como cirujano del caballo de Gallien Corretger, Tratado de la veterinaria de Giordano Ruffo y El libro de los caballos de Teodorico Borgognoni. El aragonés de Sos Martín Martínez Dampiés tradujo este libro al castellano y lo hizo imprimir en Toledo (1507). 
Su trabajo inspiró el de autores como Salvador Viña (De los nutrimentos dals caballos y las mulas, etc. ), Juan Álvarez de Salamicillas (Libro de veterinaria y de albeitar y física de las bestias), Rinna (Anatomía del caballo infirmitate y sudo rimedii), etc. Fue una obra que corrió en copias manuscritas y también impresas en los siglos xv y xvi en catalán (Barcelona 1515 y 1523) y castellano (Zaragoza 1495, 1499 y 1545; Toledo 1507, 1511 y 1515) etc.

## Autor del Libro del Coch
Sabemos que está escrito en el título del libro impreso que el autor del Libro del Coch se llamaba "maestro Robert" y que era cocinero del "rey Fernando de Nápoles", pero no sabemos si había nacido en Nola, en Noia, u otro lugar, ni "nadie sabe quién fue ese personaje", "nativo de Cataluña". 
Según el capítulo: "De oficio de maestro de Estable", que describe algunas obligaciones del cargo y dice: "Y de esta materia nombre curaré más de hablar ahora porque en el libro de Menescalía ya muy ampliamente he hablado: ... ", hay que presuponer que el autor del " Libro del Coch "y del" Libro de Menescalía" sean la misma persona: el mayordomo del rey Alfonso el Magnánimo, padre Manuel Díez  (Ver folio VIIIr, Wikisource: Página: Libro del Coch (1520) .djvu / 9)